# TEMPO
(2,2,6,6-tetramethylpiperidin-1-yl)oxyl neboli (2,2,6,6-tetramethylpiperidin-1-yl)oxidanyl, zkráceně TEMPO, je organická sloučenina se vzorcem (CH2)3(CMe2)2NO. Jedná se o červenooranžovou pevnou látku, která může sublimovat. Jde o stabilní aminoxylový radikál, s využitím v chemii a biochemii.
TEMPO se používá při zkoumání biologických systémů. kde se spojuje s  elektronovou paramagnetickou rezonancí, jako činidlo v organické syntéze a v radikálových polymerizacích.

## Příprava
TEMPO se připravuje oxidací 2,2,6,6-tetramethylpiperidinu.

## Struktura

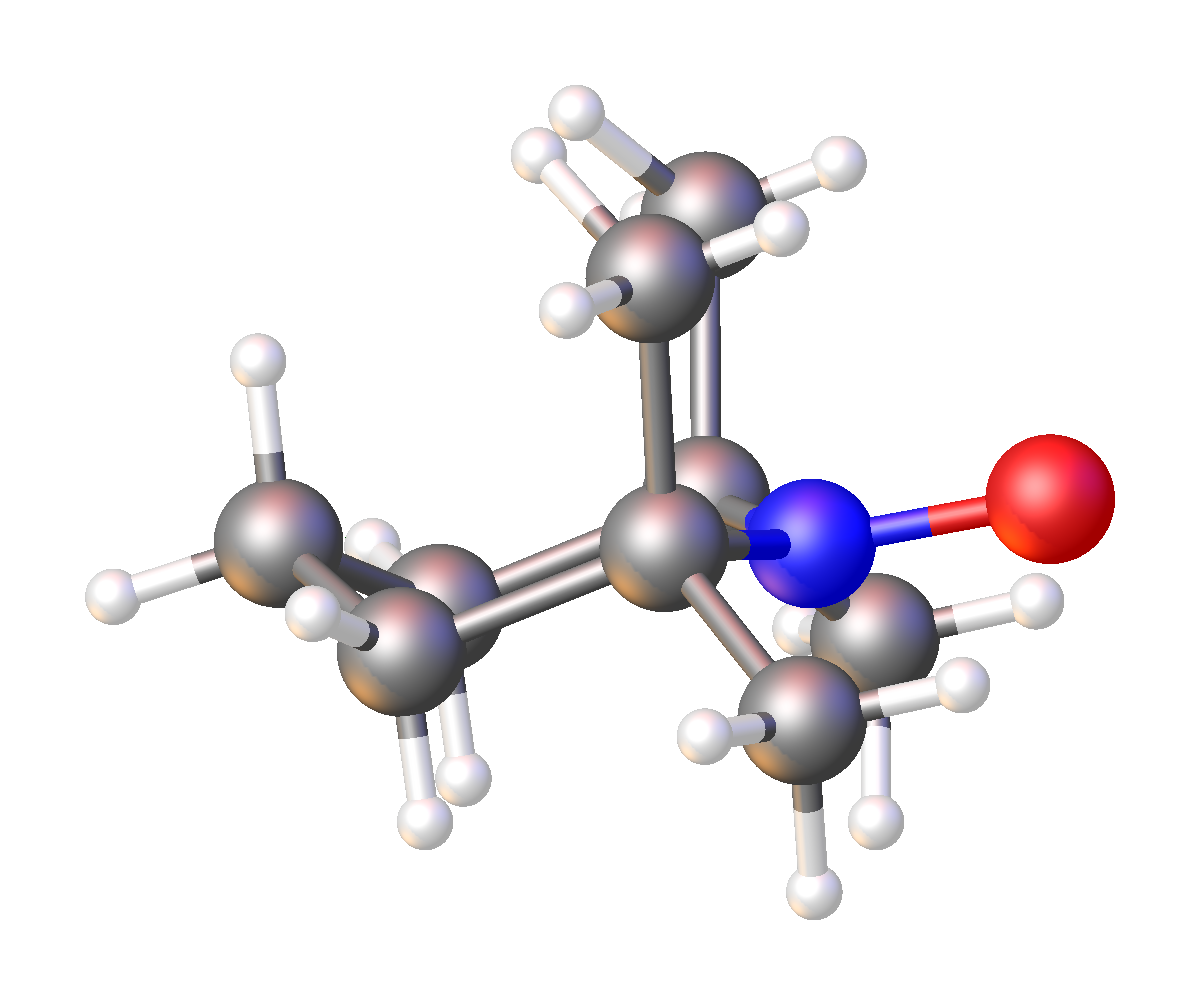
Struktura (2,2,6,6-tetramethylpiperidin-1-yl)oxylu; délka vazby N–O je 128,4 pm.

Struktura TEMPO byla určena rentgenovou krystalografií. Čtveřice methylových skupin radikál chrání.
Stabilitu radikálu způsobuje delokalizace radikálu, která vytváří mezi atomy N a O tříelektronovou vazbu. Stabilizace je podobná jako u oxidu dusnatého a dusného. Další stabilitu vytváří sterické efekty čtveřice methylových skupin navázaných na aminoxyl. Tyto methyly jsou inertními substituenty, zatímco každé methinové (CH) centrum vedle aminoxylu by jím bylo odštěpováno.
Bez ohledu na příčiny stability radikálu jsou vazby O–H u hydrogenovaného derivátu (hydroxylaminové sloučeniny, 1-hydroxy-2,2,6,6-tetramethylpiperidinu) TEMPO–H slabé; s disociačními energiemi kolem 290 kJ/mol} asi o 30 % slabší než obvyklá vazba O–H.

## Použití v organické syntéze
TEMPO se používá v organické syntéze jako katalyzátor oxidací primárních alkoholů na aldehydy; aktivním oxidantem je zde N-oxoamonná sůl; vzniklá při použití chlornanu sodného jako stechiometrického oxidačního činidla reakcí kyseliny chlorné s TEMPO.
Jako příklad může sloužit oxidace (S)-(−)-2-methyl-butan-1-olu na (S)-(+)-2-methylbutanal: 4-methoxyfenethylalkohol se může oxidovat na příslušnou karboxylovou kyselinu systémem obsahujícím katalytické množství TEMPO a chlornanu sodného a stechiometrický chloritan sodný. Oxidace pomocí TEMPO jsou chemoselektivní, protože nepůsobí na sekundární alkoholy, ale mohou převádět aldehydy na karboxylové kyseliny.
Sekundární alkoholy se pomocí TEMPO lépe oxidují v kyselém prostředí, protože pak snadněji poskytují vodíkové ionty.
Když sekundární oxidační činidla vyvolávají vedlejší reakce, tak lze TEMPO stechiometricky přeměnit na oxoamonnou sůl, například při oxidaci geraniolu na geranial se nejprve oxiduje 4-acetamido-TEMPO na tetrafluorboritan oxoamonia.
TEMPO je možné zapojit i do nitroxidových radikálových polymerizací (NMP), což jsou řízené radikálové polymerizace umožňující ovládat rozdělení molekulových hmotností produktů. TEMPO se může navázat na konec rostoucího řetězce polymeru, čímž vytvoří „spící“ řetězec a zastaví polymerizaci. Vazba mezi TEMPO a polymerním řetězcem je ovšem slabá a může být narušena, například zahřátím, čímž lze polymerizaci znovu spustit. Je tak možné řídit míru polymerizace a získat řetězce s úzkým rozdělením.

## Použití v průmyslu a analogy
TEMPO je dostatečně levné, aby se dalo používat v laboratořích. Existují i průmyslové procesy, do kterých se TEMPO zapojuje.
Jsou známy i další sloučeniny s podobnou strukturou, převážně založené na 4-hydroxy-TEMPO (TEMPOL). Tato sloučenina se získává z acetonu a amoniaku přes triacetonamin, čímž se snižuje nákladnost. K dalším alternativám patří komplexy TEMPO s polymery, ty jsou recyklovatelné.
K příkladům využití TEMPO a podobných sloučenin v průmyslu patří mimo jiné stabilizátory aminů a inhibitory polymerizace.